# Hafnermarkt 13 (Gunzenhausen)

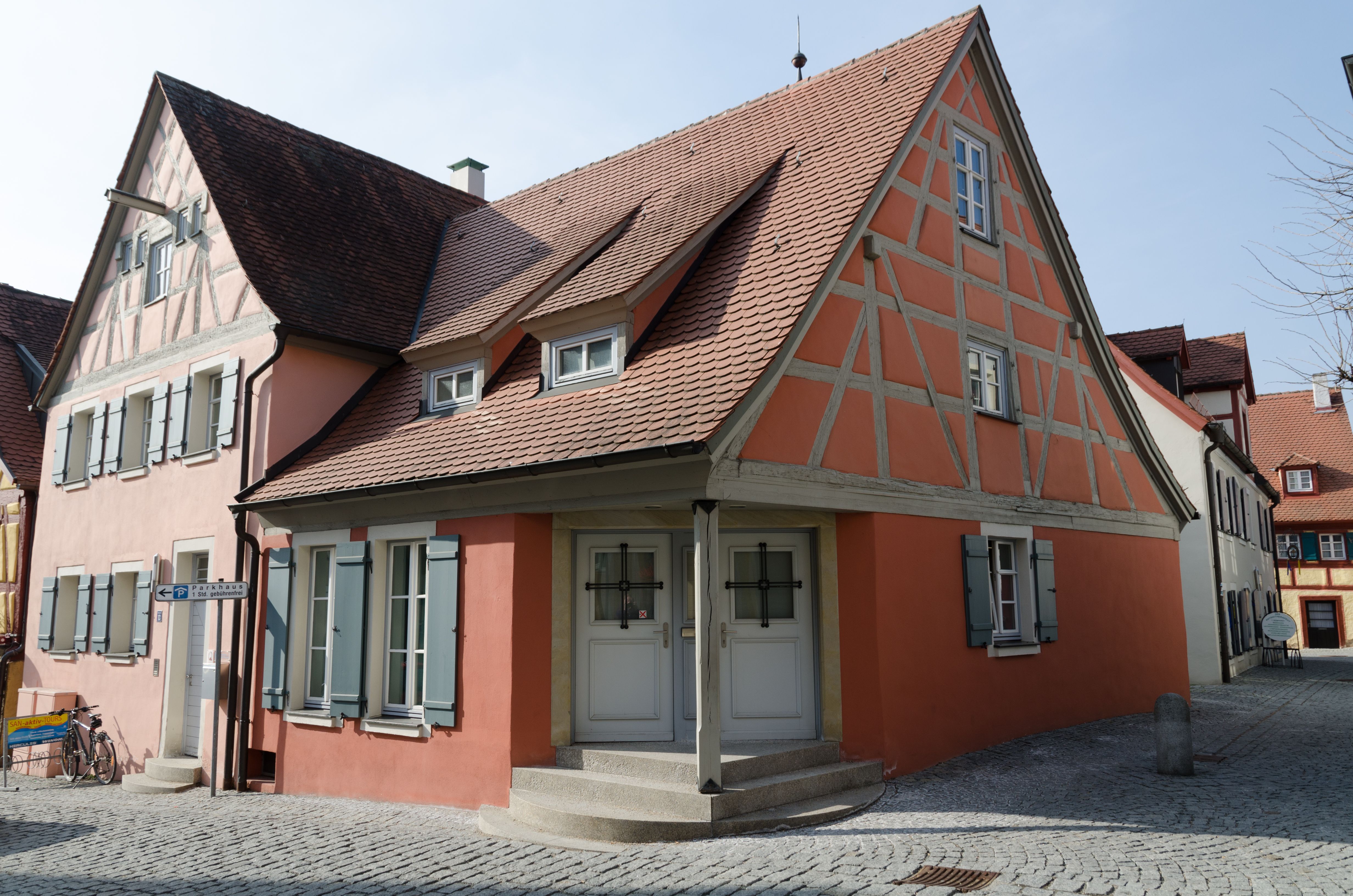
Haus Hafnermarkt 13 in Gunzenhausen (2013)

Das Gebäude Hafnermarkt 13 in Gunzenhausen,  einer Stadt im mittelfränkischen Landkreis Weißenburg-Gunzenhausen (Bayern), wurde 1753 errichtet. Das ehemalige jüdische Schächterwohnhaus ist ein geschütztes Baudenkmal unter der Denkmalnummer D-5-77-136-63 als Baudenkmal in die Bayerische Denkmalliste eingetragen.
Der zweigeschossige giebelständige Satteldachbau, im Kern ein Fachwerkhaus, wurde 1834 von der jüdischen Gemeinde in Gunzenhausen gekauft. Im Jahr 1883 richtete sie darin das rituelle Bad (Mikwe) für Frauen ein. Nach der Schändung beim Novemberpogrom 1938 kam das Haus in den Besitz der Stadt Gunzenhausen. Seit 1990 befindet sich darin das Kreisverkehrsamt.